# خط مونتاژ

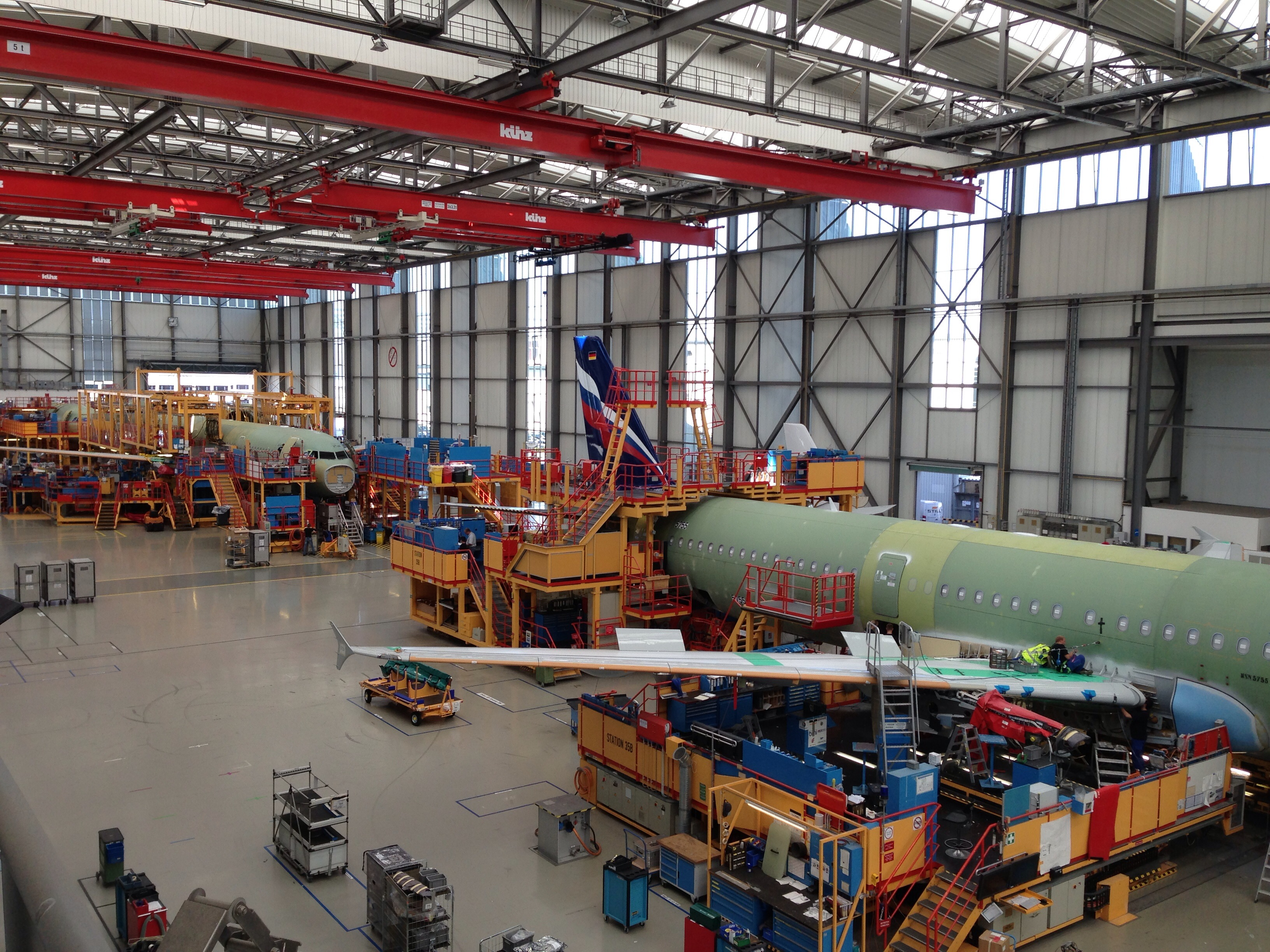
هواپیمای ایرباس ای۳۲۱ در خط مونتاژ نهایی

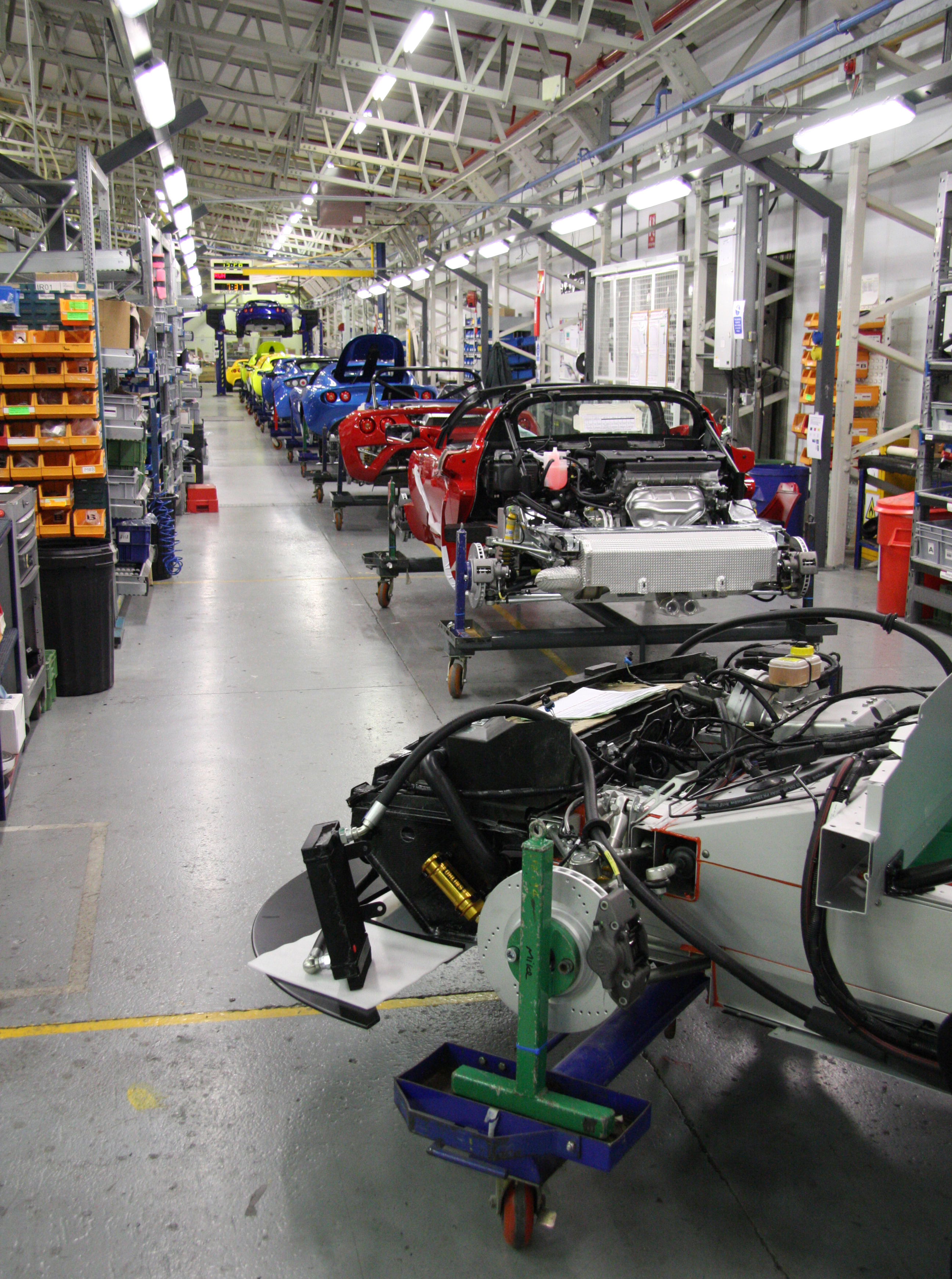
خط مونتاژ خودروی لوتوس (سال ۲۰۰۸)

خط مونتاژ (به فرانسوی: Ligne de montage) فرایندی در ساخت محصولات صنعتی است به این ترتیب که اجزا به صورت جزء به جزء یا نیمه-کامل در هر ایستگاه و به ترتیب افزوده می‌شود تا محصول نهایی تکمیل شود. با حرکت دادن قطعات سرهم شده از هر ایستگاه به ایستگاه دیگر به جای جابجا کردن آنها توسط هر نیرو، راندمان و سرعت کار افزایش می‌یابد. استفاده از خطوط مونتاژ برای مونتاژ و سرهم کردن اجزای پیچیده از قبیل خودروها و لوازم برقی و وسایل خانگی بسیار متداول است.

## مفهوم
خطوط مونتاژ برای سازماندهی پی در پی کارگران، ابزارها یا ماشین آلات و قطعات طراحی شده‌است. حرکت کارگران تا حد ممکن به حداقل می‌رسد. تمام قطعات یا مجموعه‌ها توسط نقاله یا وسایل نقلیه موتوری مانند بالابرهای چنگال یا گرانش و بدون حمل و نقل دستی اداره می‌شوند. بلند کردن سنگین توسط دستگاه‌هایی مانند جرثقیل‌های سقفی یا لیفتراک انجام می‌شود. هر کارگر به‌طور معمول یک عمل ساده را انجام می‌دهد.
طراحی خطوط مونتاژ یک چالش ریاضی خوب است که از آن به عنوان مشکل متعادل سازی خط مونتاژ یاد می‌شود. هدف این است که مجموعه ای از کارهایی را که باید روی قطعه کار انجام شود به توالی ایستگاه‌های کاری اختصاص دهد. برای انجام هر کار به مدت زمان مشخص کار نیاز دارد. انتساب وظایف به ایستگاه‌ها معمولاً با دو محدودیت محدود می‌شود: (۱) نمودار تقدم که نشان می‌دهد چه وظایفی دیگر باید قبل از شروع یک کار خاص انجام شود (مثلاً عدم قرار دادن پیچ قبل از حفر سوراخ) و (۲)) یک دوره چرخه که مجموع مدت زمان کار را که می‌تواند در هر ایستگاه کاری تکمیل شود، قبل از انتقال قطعه کار توسط کمربند نقاله به ایستگاه بعدی محدود می‌کند. مشکلات عمده برنامه‌ریزی خطوط مونتاژ عامل شامل ادغام زنجیره تأمین، کنترل موجودی و برنامه‌ریزی تولید است.

## تاریخچه
قبل از انقلاب صنعتی، بیشتر محصولات تولیدی به‌صورت جداگانه با دست ساخته می‌شدند. یک صنعتگر واحد یا تیمی از صنعتگران هر قسمت از یک محصول را ایجاد می‌کنند. آنها از مهارت‌ها و ابزارهای خود مانند ورقه‌ها و چاقوها برای ایجاد هر قسمت استفاده می‌کردند. آنها سپس آنها را در محصول نهایی جمع می‌کردند و تغییرات برش را در قسمت‌ها ایجاد می‌کردند تا جایی که مناسب باشند و بتوانند با هم کار کنند (تولید کاردستی).
تقسیم کار در چین اعمال می‌شد که دولت‌ها قرن‌ها قبل از ظهور آن در اروپا در آستانه انقلاب صنعتی، انحصاراتی را با استفاده از تجهیزات انبوه کشاورزی فلز، چین، زره و سلاح اداره می‌کردند. آدام اسمیت در کتاب خود «ثروت ملل» (چاپ شده در سال ۱۷۷۶) در مورد تقسیم کار در ساخت پین‌ها به‌طور مفصل بحث کرده‌است.
توپخانه ونیزی، که قدمت آن به حدود سال ۱۱۰۴ برمی گردد، شبیه به خط تولید عمل می‌کرد. کشتی‌ها از یک کانال پایین حرکت کرده و در ایستگاه‌های مختلفی که از آن عبور می‌کردند تجهیز می‌شدند. در اوج کارایی خود در اوایل قرن شانزدهم، این توپخانه حدود ۱۶۰۰۰ نفر را استخدام کرد که ظاهراً هر روز تقریباً می‌توانست یک کشتی تولید کند و می‌توانست یک گالری تازه ساخته شده با قطعات استاندارد بر اساس خط مونتاژ را تأمین کند. اگرچه توپخانه تا اوایل انقلاب صنعتی دوام داشت، اما روش‌های خط تولید حتی در آن زمان رایج نبود.

## مثال
مونتاژ خودرو را در نظر بگیرید: فرض کنید مراحل خاصی در خط مونتاژ نصب موتور، نصب درها و نصب چرخ‌ها (به این ترتیب و با مراحل بینابینی دلخواه) است. فقط یکی از این مراحل می‌تواند همزمان انجام شود. در تولید سنتی، فقط یک اتومبیل در یک زمان مونتاژ می‌شد. اگر نصب موتور ۲۰ دقیقه طول بکشد، نصب درها پنج دقیقه طول می‌کشد، و نصب چرخ‌ها ۱۰ دقیقه طول می‌کشد. پس هر ۳۵ دقیقه یک ماشین قابل تولید است.
در یک خط مونتاژ، مونتاژ خودرو بین چندین ایستگاه تقسیم می‌شود، همه به‌طور همزمان کار می‌کنند. وقتی کار یک ایستگاه با ماشین تمام می‌شود، آن را به حالت بعدی منتقل می‌کند. با داشتن سه ایستگاه، می‌توان سه اتومبیل را همزمان ساخت که هر کدام در یک مرحله متفاوت از مونتاژ قرار دارند.
بعد از اتمام کار بر روی اتومبیل اول، خدمه نصب موتور می‌تواند کار روی اتومبیل دوم را آغاز کند. در حالی که خدمه نصب موتور بر روی ماشین دوم کار می‌کنند، می‌توان اولین خودرو را به ایستگاه درها منتقل کرد و درها را نصب کرد، سپس به ایستگاه چرخ‌ها منتقل شود و از چرخ‌های آن استفاده کرد. پس از نصب موتور روی ماشین دوم، ماشین دوم به مونتاژ درها منتقل می‌شود. در همان زمان، ماشین سوم به مونتاژ موتور منتقل می‌شود. هنگامی که موتور ماشین سوم سوار شده‌است، می‌تواند به ایستگاه درها منتقل شود. در همین حال، اتومبیل‌های بعدی (در صورت وجود) می‌توانند به ایستگاه نصب موتور منتقل شوند.
با فرض عدم اتلاف وقت هنگام جابجایی اتومبیل از یک ایستگاه به ایستگاه دیگر، طولانی‌ترین مرحله روی خط مونتاژ (۲۰ دقیقه برای نصب موتور)، نرخ تولید را تعیین می‌کند بنابراین یک ماشین می‌تواند هر ۲۰ دقیقه یک بار تولید شود، در حالی که اولین بار ماشین در مدت زمان ۳۵ دقیقه تولید شده‌است.